# 1762 au théâtre
| Années du théâtre : 1759 - 1760 - 1761 - 1762 - 1763 - 1764 - 1765    |
| Décennies du théâtre : 1730 - 1740 - 1750 - 1760 - 1770 - 1780 - 1790 |

## Événements
- 3 février : l'Opéra-Comique de la foire à Paris, qui a fusionné en janvier avec la Comédie-Italienne, déménage à l'hôtel de Bourgogne.
- 16 - 17 mars : l'incendie de la Foire Saint-Germain à Paris accélère la migration des entrepreneurs de spectacles forains vers le boulevard du Temple[1].
- 22 août : arrivée de Carlo Goldoni à Paris, appelé par les comédiens italiens.

## Pièces de théâtre représentées
- Janvier : Sior Todero brontolon (Le grognon) comédie de Goldoni, à Venise.
- Baroufe à Chioggia, comédie de Goldoni, présentée au carnaval de Venise.
- 8 juillet : Le Roi et le meunier, première version (actes II et III) de la comédie patriotique La Partie de chasse de Henri IV de Charles Collé, Théâtre du duc d'Orléans à Bagnolet.

## Décès
- 20 avril : Charles Langlois, acteur et directeur de théâtre français, actif en Suède, né en 1696.
- 17 juin : Prosper Jolyot de Crébillon, dit Crébillon père, dramaturge français (° 13 janvier 1674).
- 26 juin : François-Antoine Chevrier, auteur de libelles et dramaturge lorrain, né le 11 octobre le 26 juin 1721.
- 1er novembre : Giuseppe Carpani, jésuite et théologien italien, auteur de sept tragédies en latin représentées au Collegium Germanicum et Hungaricum à Rome, né en mars ou mai 1683.